# Studio di funzione
In analisi matematica la locuzione studio di funzione indica l'applicazione pratica dei teoremi e delle tecniche del calcolo infinitesimale nello specifico caso di una funzione di cui è nota l'espressione analitica. Lo studio di funzione è utile per ricavare esplicitamente le informazioni che descrivono il comportamento di una funzione nel suo dominio. Spesso, le informazioni ottenute mediante uno studio di funzione sono sufficienti per poter tracciare, anche a mano, un grafico qualitativo della funzione studiata e che in genere, per funzioni a valori reali di una variabile reale, viene rappresentato su un piano cartesiano, anche se in taluni casi potrebbe essere più semplice ricorrere un sistema di coordinate differente. In genere, con "studio di funzione" ci si riferisce implicitamente al solo e specifico caso delle funzioni reali di una sola variabile reale, ma con le opportune modifiche è comunque possibile adattare le considerazioni seguenti anche al caso delle funzioni di più variabili reali, nonché anche per le funzioni di una o più variabili complesse.

## Procedimento
Non esiste una procedura univoca prescritta da uno specifico teorema o corollario e che indichi l'esatto ordine dei passaggi e dei calcoli da svolgere per poter studiare correttamente una funzione. Se ne può provare a dare un'indicazione di massima con particolare riferimento al caso delle funzioni di una sola variabile reale e nello specifico caso in cui si cerchi di ottenerne una rappresentazione su un sistema di riferimento cartesiano {\displaystyle xOy}.

### Classificazione tassonomica della funzione
Generalmente, si può iniziare a studiare una funzione classificandola per tipologia o "classe di appartenenza". Ad esempio, una funzione può essere elementare, polinomiale, razionale, irrazionale, trigonometrica, trascendente, speciale, eccetera. Individuare fin da subito l'eventuale appartenenza a un gruppo di "funzioni simili", dotate cioè di "proprietà comuni", così come riuscire a determinare eventuali proprietà di base della funzione, come ad esempio l'eventuale parità o disparità, può semplificare i calcoli utilizzando le proprietà della determinata classe di funzioni di appartenenza. In particolar modo, può essere molto utile riconoscere ed elencare esplicitamente eventuali composizioni di funzioni coinvolte nell'equazione della funzione. Ad esempio, si supponga di dover studiare una funzione nella forma {\displaystyle f(x)=\sin {\psi (x)},} ove {\displaystyle \psi (x)} è una funzione qualsiasi. Poiché è noto che la funzione seno assume valori strettamente compresi nell'intervallo chiuso {\displaystyle [-1;+1],} indipendentemente dalla natura di {\displaystyle \psi (x),} classificando {\displaystyle f(x)} come funzione trigonometrica e nello specifico, una funzione composta della funzione seno, si può immediatamente concludere che i valori di {\displaystyle f(x)} devono appartenere all'intervallo {\displaystyle [-1;+1].}

### Determinazione dell'insieme di definizione
Dopo aver classificato la funzione, si può procedere col determinarne l'insieme di definizione. Nel caso di funzioni ottenute da composizione di funzioni elementari, bisogna applicare, incapsulandole l'una dentro l'altra, le regole che portano alla scrittura di eventuali condizioni di esistenza. Un requisito indispensabile per poter procedere nel determinare esplicitamente l'insieme di definizione, è la capacità di risolvere equazioni e disequazioni.
Ad esempio, studiando funzioni nella forma {\displaystyle f(x)=\arcsin {\psi (x)}}, la condizione di esistenza da imporre è {\displaystyle -1\leq \psi (x)\leq 1}. A seconda dell'espressione analitica di {\displaystyle \psi (x),} la disequazione ottenuta dalla condizione di esistenza, può trasformarsi in un sistema di disequazioni di qualsiasi natura (disequazioni polinomiali, fratte, esponenziali, logaritmiche, trigonometriche, trascendenti, eccetera).

### Determinazione delle intersezioni con gli assi coordinati
La ricerca delle intersezioni con gli assi si traduce nella ricerca di eventuali zeri della funzione e dell'eventuale intersezione con l'asse {\displaystyle y} (che è presente solo nel caso in cui zero appartenga all'insieme di definizione della funzione).
Gli zeri della funzione si ottengono risolvendo l'equazione {\displaystyle f(x)=0}. L'eventuale intersezione con l'asse {\displaystyle y} si ottiene ponendo {\displaystyle x=0} all'interno dell'espressione analitica di {\displaystyle f(x),} cioè calcolando {\displaystyle f(0).}

### Studio del segno della funzione
Il segno della funzione può essere determinato risolvendo la disequazione {\displaystyle f(x)>0}, oppure, equivalentemente, {\displaystyle f(x)<0.}

### Studio della funzione vicino ai punti di frontiera del dominio
Lo studio del comportamento della funzione vicino ai punti in cui non è definita, ma che sono punti di accumulazione per il dominio della funzione, avviene mediante il calcolo dei limiti della funzione in corrispondenza di tali punti. Talvolta la funzione può presentare asintoti in corrispondenza di tali punti.

### Studio della monotonia della funzione
Lo studio della monotonia della funzione prevede il calcolo della funzione derivata prima e della funzione derivata seconda, se queste esistono. Ottenute le funzioni {\displaystyle f'(x)} e {\displaystyle f''(x)}, se ne studia il segno che è legato all'andamento (per la derivata prima) e alla concavità (per la derivata seconda) della funzione iniziale.

### Tracciamento del grafico qualitativo
Le informazioni ottenute dai passi precedenti permettono, in genere, di riuscire a tracciare un grafico qualitativo della funzione. Spesso, per ottenere una maggior precisione nel grafico, può essere utile calcolare esplicitamente qualche ulteriore valore {\displaystyle f(x_{0}),f'(x_{0})} e {\displaystyle f''(x_{0})} con {\displaystyle x_{0}} scelto opportunamente all'interno dell'insieme di definizione della funzione.

## Studio di funzioni semplificato
Nel caso di funzioni elementari alle quali siano state applicate soltanto trasformazioni elementari, quali ad esempio traslazioni e omotetie, è comunque possibile ottenere un grafico qualitativo della funzione senza dover necessariamente ricorrere a uno studio completo della funzione. Nello specifico, si fa ricorso a un metodo puramente grafico, nel quale, partendo dalla funzione elementare, si applicano ordinatamente le trasformazioni elementari contenute nell'espressione analitica della funzione fino a ottenere la funzione oggetto di studio. Questo vale anche per le funzioni nella forma {\displaystyle f(x)=1/g(x),} per le quali si possono dedurre diverse informazioni sul comportamento di {\displaystyle f(x)} semplicemente studiando il comportamento di {\displaystyle g(x)}.

## Studio di funzione di più variabili reali
Nel caso delle funzioni a valori reali di più variabili reali è possibile, in principio, seguire lo schema precedentemente elencato con le opportune modifiche. Ovviamente, soltanto per le funzioni di due variabili reali sarà possibile tentare di tracciare un grafico qualitativo in uno spazio tridimensionale. E soltanto per particolari casi di funzioni di tre variabili reali è possibile ottenere una rappresentazione grafica molto euristica e approssimativa ricorrendo a una animazione grafica ottenuto mediante opportuni software di calcolo numerico.
Con esplicito riferimento al caso delle funzioni di più variabili reali, in aggiunta ai punti del precedente paragrafo, si possono introdurre i seguenti passi aggiuntivi.

### Studio degli insiemi di livello
Per funzioni di {\displaystyle 2} variabili, le linee di livello o curve di livello, sono descritte dalla famiglia di curve
{\displaystyle f(x,y)=C} ove {\displaystyle C\in \mathbb {R} .}
Si può osservare che per {\displaystyle C=0} si ottiene la "curva di livello zero" ossia gli zeri della funzione di due variabili che corrispondono all'insieme dei punti che soddisfano l'equazione {\displaystyle f(x,y)=0}.
Per funzioni di {\displaystyle 3} variabili è analogamente possibile introdurre delle superfici di livello descritte dalla famiglia di superfici di equazione
{\displaystyle f(x,y,z)=C} ove {\displaystyle C\in \mathbb {R} }.
Più in generale, per funzioni di {\displaystyle n} variabili, si può parlare della famiglia di ipersuperfici di equazione
{\displaystyle f(x_{1},x_{2},\ldots ,x_{n})=C} ove {\displaystyle C\in \mathbb {R} }.
In questo contesto è di particolare interesse il teorema della funzione implicita che stabilisce sotto quali ipotesi, localmente, queste equazioni definiscono una funzione.

### Studio dei grafici livello
Analogamente come per gli insiemi di livello, è possibile studiare dei grafici livello, ossia delle funzioni parametriche {\displaystyle z_{1}=f(\alpha ,y)} e {\displaystyle z_{2}=f(x,\beta )}. Si può notare come queste funzioni parametriche sono del tutto equivalenti a delle funzioni di una variabile reale dipendenti da un parametro il cui grafico è una famiglia di curve. Il significato geometrico dei grafici livello è la proiezione delle sezioni del grafico della funzione proiettati lungo i piani cartesiani {\displaystyle xOz} e {\displaystyle yOz}.

### Studio della monotonia, dei massimi e dei minimi
A differenza del caso delle funzioni di una sola variabile reale, non è possibile studiare in modo analogo la monotonia poiché, come è noto, in {\displaystyle \mathbb {R} ^{2}}, {\displaystyle \mathbb {R} ^{3}} e più in generale {\displaystyle \mathbb {R} ^{n}} non c'è più un ordine naturale a cui fare riferimento e la definizione stessa di funzione monotona è dipendente dall'arbitraria scelta di un ordine. Pertanto, si procede soltanto al calcolo dei massimi e minimi relativi (che, per lo stesso problema, sono naturalmente definibili solo se la funzione ha valori reali), mediante il calcolo della matrice hessiana e lo studio del suo segno. A differenza delle funzioni di una sola variabile, per funzioni di più variabili è possibile individuare eventuali punti di sella. Inoltre, è possibile introdurre il concetto di massimi e minimi vincolati.

### Tracciamento del grafico qualitativo
In genere, pur essendo in linea di principio possibile, risulta particolarmente laborioso riuscire a tracciare a mano un grafico qualitativo di una funzione di due (o più) variabili reali e in genere, quando è necessario visualizzare esplicitamente il grafico di una funzione di più variabili, si preferisce ricorrere all'ausilio di un software dedicato.

## Studio di funzioni vettoriali
Le tecniche di studio di funzione possono essere applicate, con le opportune modifiche, anche per le funzioni vettoriali anche se uno studio approfondito di questa classe di funzioni rientra nel capitolo della geometria differenziale.
I casi "più facili" da studiare sono le funzioni vettoriali nella forma:
- {\displaystyle f\colon \mathbb {R} \to \mathbb {R} ^{n}} (curve);
- {\displaystyle f\colon \mathbb {R} ^{2}\to \mathbb {R} ^{3}} (superfici);
- {\displaystyle f\colon \mathbb {R} ^{2}\to \mathbb {R} ^{2}} (campi vettoriali nel piano);
- {\displaystyle f\colon \mathbb {R} ^{3}\to \mathbb {R} ^{3}} (campi vettoriali nello spazio).

## Studio di funzioni di variabili complesse
Nel caso delle funzioni di una sola variabile complessa, si ricorre all'esplicitazione della variabile {\displaystyle z=x+yi} mediante la quale una generica funzione di variabile complessa può essere scritta nella forma:
{\displaystyle f(z)=u(x,y)+iv(x,y),}
dove {\displaystyle u} e {\displaystyle v} sono funzioni di {\displaystyle 2} variabili reali. Come si può meglio osservare da questo modo di scrivere una funzione complessa, in virtù della corrispondenza biunivoca tra {\displaystyle \mathbb {C} } e {\displaystyle \mathbb {R} ^{2}}, il grafico di una funzione complessa di variabile complessa risulta essere un "oggetto" in {\displaystyle \mathbb {R} ^{4}}, in quanto serve una coppia di punti per la parte reale ed un'altra coppia di punti per la parte immaginaria. Poiché infatti la parte reale e la parte immaginaria sono entrambe funzioni di {\displaystyle 2} variabili per essere rappresentate contemporaneamente serve uno spazio a {\displaystyle 4} dimensioni. Questo significa che le tecniche convenzionali generalmente utili per disegnare grafici di funzioni di una o due variabili reali non sono più sufficienti per la rappresentazione di funzioni complesse. In genere, la soluzione più semplice consiste nel scegliere di rappresentare, separatamente, la parte reale e la parte immaginaria, su due grafici distinti e ricorrendo alle tecniche del paragrafo precedente.
Tuttavia, l'impossibilità di rappresentare una funzione complessa con le tecniche convenzionali può essere arginata ricorrendo alle nozioni di modulo e di argomento principale di un numero complesso mediante le quali è possibile introdurre la funzione modulo e la funzione argomento.
La funzione modulo è banalmente definita dalla relazione
{\displaystyle |f(z)|={\sqrt {u^{2}(x,y)+v^{2}(x,y)}}}
Per quanto riguarda invece funzione argomento è necessario discutere separatamente i casi descritti nella seguente tabella riassuntiva:
|        |                          |                                  | {\displaystyle arg\,f(z)}                             |
| Caso 1 | {\displaystyle u(x,u)>0} | {\displaystyle v(x,u)=0}         | 0                                                     |
| Caso 2 | {\displaystyle u(x,u)<0} | {\displaystyle v(x,u)=0}         | {\displaystyle \pi }                                  |
| Caso 3 | {\displaystyle u(x,u)=0} | {\displaystyle v(x,u)>0}         | {\displaystyle {\frac {\pi }{2}}}                     |
| Caso 4 | {\displaystyle u(x,u)=0} | {\displaystyle v(x,u)<0}         | {\displaystyle -{\frac {\pi }{2}}}                    |
| Caso 5 | {\displaystyle u(x,u)>0} | {\displaystyle \forall \,v(x,u)} | {\displaystyle \arctan {\frac {v(x,y)}{u(x,y)}}}      |
| Caso 6 | {\displaystyle u(x,u)<0} | {\displaystyle v(x,u)>0}         | {\displaystyle \arctan {\frac {v(x,y)}{u(x,y)}}+\pi } |
| Caso 7 | {\displaystyle u(x,u)<0} | {\displaystyle v(x,u)<0}         | {\displaystyle \arctan {\frac {v(x,y)}{u(x,y)}}-\pi } |
| ------ | ------------------------ | -------------------------------- | ----------------------------------------------------- |

Come si può facilmente osservare da questa tabella, l'argomento di una funzione funzione complessa è "particolarmente sensibile" al valore assunto dai segni delle funzioni {\displaystyle u(x,u)} e {\displaystyle v(x,u)}.
La funzione modulo e la funzione argomento sono anch'esse funzioni di {\displaystyle 2} variabili reali e possono, in linea di principio, essere studiate con le stesse tecniche indicate precedentemente. Inoltre, mediante opportuni software di calcolo numerico è possibile rappresentare in un unico grafico, la funzione modulo e la funzione argomento ricorrendo all'uso dei colori per rappresentare la funzione argomento mantenendo come "telaio da colorare" il grafico della funzione modulo. Sostanzialmente dunque, analogamente come per funzioni di più di due variabili reali, il problema della rappresentabilità grafica delle funzioni di variabile complessa diventa predominante, così come la notevole lunghezza e laboriosità dei calcoli, motivo per cui comincia ad avere poco interesse applicativo il classico studio di tali funzioni condotto "a mano".